# Meridiánový kruh

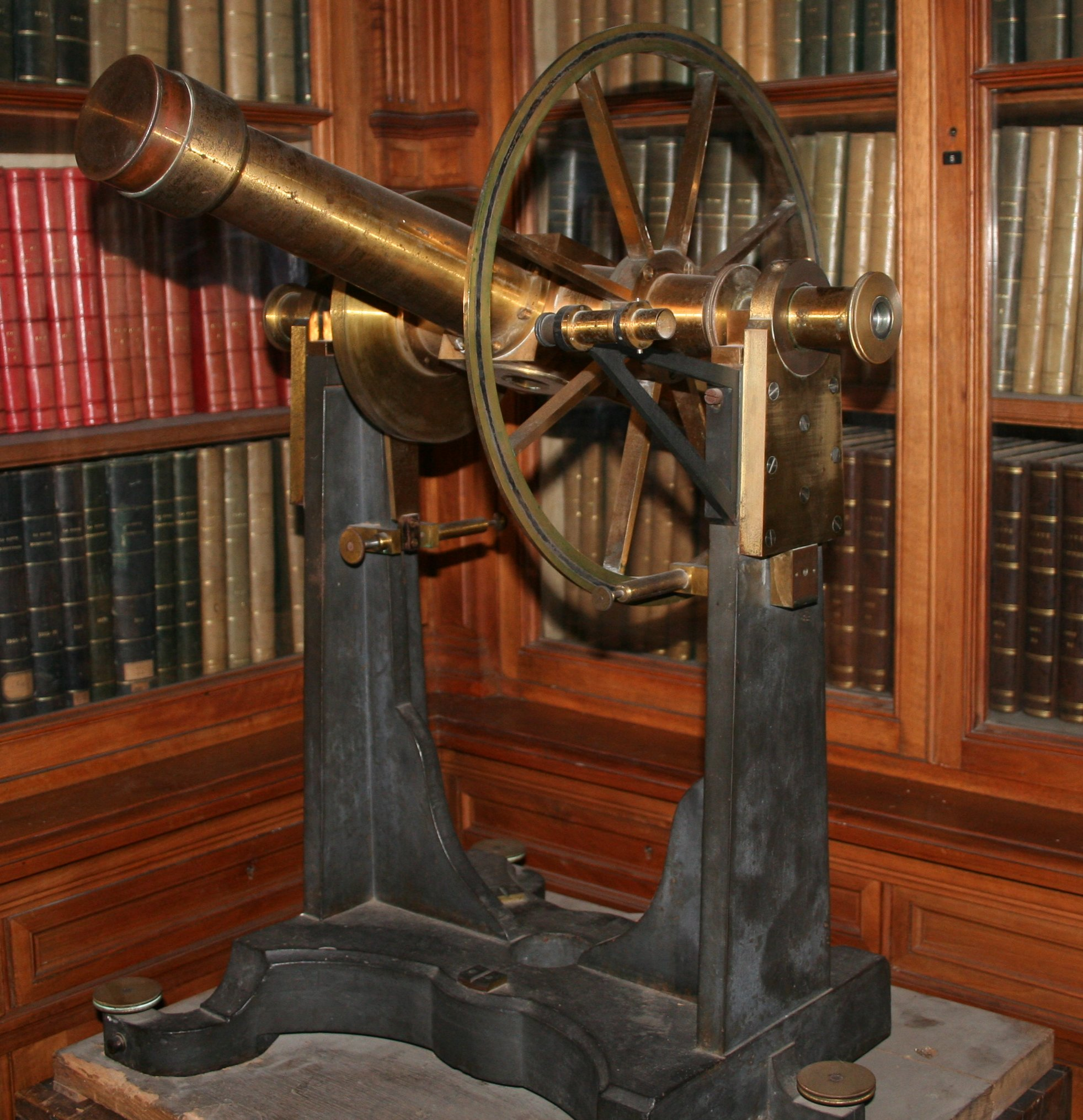
Meridiánový kruh

Meridiánový kruh (též poledníkový kruh) je astronomický přístroj k přesnému měření poloh vesmírných těles. Jde o pasážník připojený na velkém kruhu, z něhož se odečítá sklon dalekohledu s přesností až na desetinu obloukové vteřiny. Pro odečítání se často používá mikroskop. Nulová poloha se kalibruje rtuťovým horizontem.